# Pushover (ingegneria)
L'analisi di spinta o di pushover, letteralmente spingi-oltre, è un metodo proposto dalla nuova normativa anti_sismica (anche se non è strettamente legato all'analisi sismica) per l'analisi statica non lineare di una struttura.
Viene utilizzata per calcolare gli effetti delle azioni sismiche di sistemi dissipativi (aventi, cioè, comportamento elasto-plastico).
Con questo metodo di analisi le azioni sismiche sono modellate come forze statiche che rappresentano la forzante.
Il metodo consiste nell'applicare alcune distribuzioni di forze via via crescenti sulla struttura, in modo da studiare la sua risposta in termini elastoplastici fino al collasso globale o locale.
Tale risposta, pertanto, deve essere ottenuta mediante un'analisi non lineare tenendo conto sia degli effetti di non linearità del materiale (formazioni di cerniere plastiche, svergolamenti di elementi compressi, snervamento di elementi in trazione) sia degli effetti di secondo ordine (quindi non linearità di tipo geometrico) qualora esse assumano un valore non trascurabile.
La forzante può anche essere costituita da un profilo di spostamenti prestabilito.
In questo caso gli spostamenti vengono applicati in modo incrementale monotono fino a che un parametro di controllo di deformazione non raggiunge un valore limite prefissato.
Si tratta di un approccio fortemente innovativo poiché consente analisi di tipo prestazionale delle costruzioni: costruendo la curva pushover di una struttura (=curva prestazionale su un piano forza-spostamento o accelerazione-spostamento) è possibile individuare immediatamente il valore del taglio alla base corrispondente ai diversi stati limite e soprattutto come, quando e quanto si danneggerà la struttura in esame.